# 1921年伊拉克君主政体公投
1921年7月16日至8月11日在伊拉克举行了一次公民投票，以确定政府的形式和国家元首。

## 背景
在第一次世界大战期间，联合王国占领了奥斯曼帝国的几个部分。将包括巴士拉、巴格达和摩苏尔在内的三个美索不达米亚州合并成伊拉克国。1921年，一批伊拉克政治家在开罗会面，呼吁建立一个由费萨尔·伊本·侯赛因领导的君主国。伊拉克政府与英国管理者批准了这一决定，并举行公民投票以确定公众的认可。

## 结果
公投始于1921年7月16日，结束于1921年8月11日。选举结果于1921年8月19日公布，96%的选民支持费萨尔成为国王。

## 后续
费萨尔于1921年8月23日加冕。随后，阿卜杜勒·穆辛·萨杜恩于1922年11月20日成立了伊拉克新政府，并于1922–1924年举行了制宪会议选举。